# ميرا (مغنية)
ميرا (بالنرويجية البوكمول: Myra)‏ هي مغنية وكاتبة غنائية نرويجية، ولدت في 8 ديسمبر 1994 في سيراليون.